# 阿蒙森南极探险队

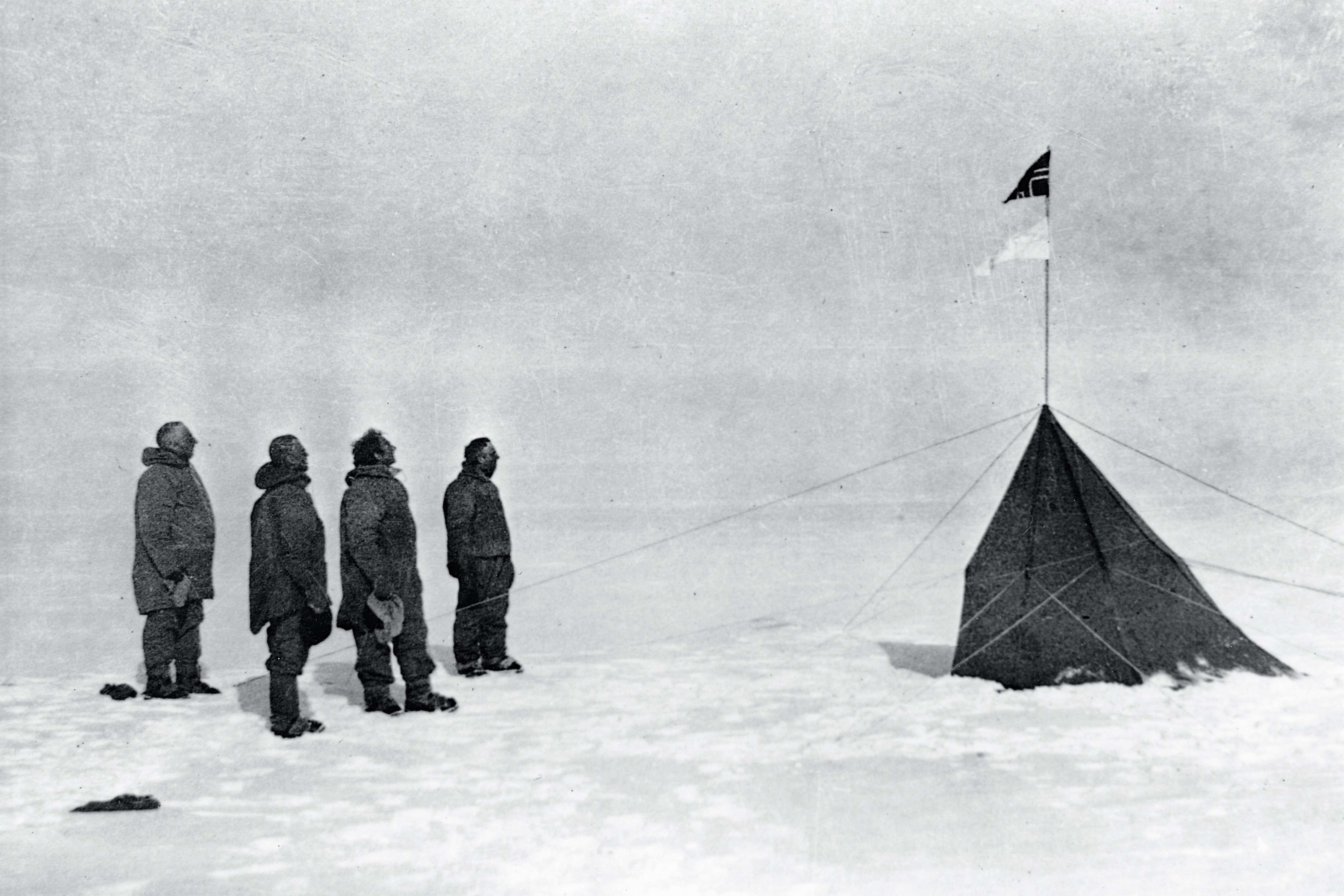
左起：罗尔德·阿蒙森、赫尔默·汉森、斯韦勒·哈塞尔和奥斯卡·威斯汀。右侧是他们在南极点搭建的帐篷“极点之家”，帐篷顶端插有挪威国旗，国旗下方是前进号的船旗。（奥拉夫·比阿兰德摄）

1911年12月14日，挪威探险家罗尔德·阿蒙森率领的5人探險隊抵达南极点，成为人类史上第一批到达该地的人，比另一支由罗伯特·斯科特率领的英国探險隊还要早5個星期。阿蒙森和队友安全返回基地，后来得知斯科特的5人小队在回程途中死亡。
阿蒙森最初的计划是征服北极点，用海冰封冻船只，然后借助洋流使船向北极点漂去。从弗里乔夫·南森那里，他获得了前进号的使用权，紧接着他便大规模地筹措资金。但是，随着美國探險家弗雷德里克·庫克和罗伯特·皮里先后声称在1908年、1909年到達过北極点，阿蒙森征服北极点的计划由此中断。他改为开始着手准备征服南极点，但因为并不清楚自己征服南极的计划将得到多少来自公众和赞助者的支持，他暂时将此项计划保密。面对他的船员，他亦是对计划秘而不宣：1910年6月他出征时，他甚至让船员们相信前进号正借着北极漂流航行。前进号驶离马德拉岛，即停靠的最后一站后，阿蒙森才披露了他的秘密计划——征服南极点。
罗斯冰架（当时称作“冰障”）是世界上最大的冰架。阿蒙森在位于此处的鲸湾建立了是次南极探险的基地“前进号之家”。此后，他开始了长达数月的准备工作，设立了几处补给点。他也曾试探性地向南极点进发，但结局几近灾难。准备工作完毕后，探险队于1911年10月正式向南极点进发。在途中，探险队一行发现了阿塞爾海伯格冰川。他们沿着该冰川前往南极高原，并最终抵达极点。凭着对雪橇和雪橇犬的熟悉，一行人在南极迅速行进，相对顺利无阻。此外，阿蒙森南极探险队还取得了其他非凡的成就。探险队勘查了愛德華七世地，成为人类史上首批踏足此地的人。他们在南极海域亦进行了多次巡航，采集相关海洋数据。
尽管因斯科特一行的“伟大的悲剧”，探险队在南极的成就在英国显得黯然失色，阿蒙森一行的成功还是得到了不少讚美，但隐瞒计划的行为遭到了一些人的批评。到了21世纪，阿蒙森南极探险队的能力与勇气得到了极地史学家的更加充分的认可。为了纪念阿蒙森一行，美国建于南极点的永久科学考察站以他和斯科特的名字共同命名。

## 背景

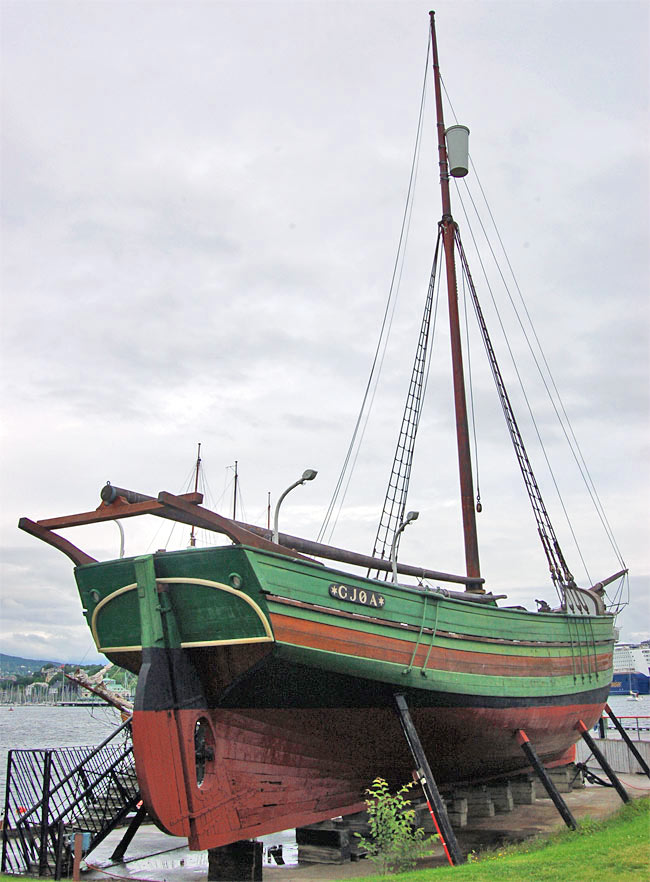
耶恩號，阿蒙森和他的船員在1903年–1906年间征服了西北水道的小型單桅縱帆船

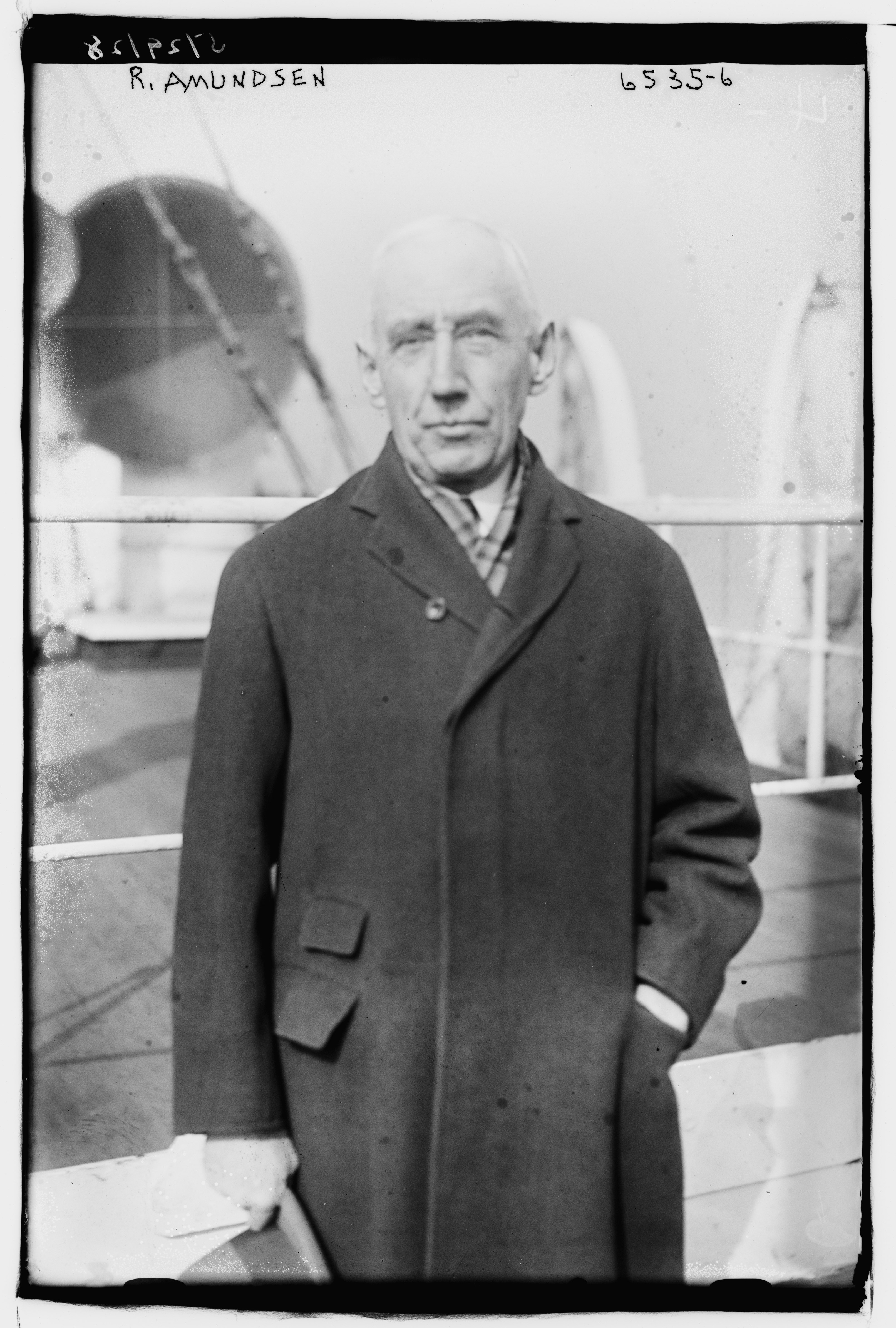
阿蒙森，摄于1900年1月

罗尔德·阿蒙森是一位船東的兒子，1872年出生於挪威腓特烈斯塔（一座距離现奥斯陆約80千米的城市）。1893年，他放棄了在皇家腓特烈大学學習醫學的機會，而選擇登記成爲捕海豹船瑪格達萊娜號的一名海員前往北極。在幾次出海之後，他獲得了二副的資格認證。不出海的時候，他會在挪威的哈丹格高原锤炼自己的滑雪技術。1896年，受到挪威極地探險家弗里乔夫·南森的影響，他加入了比利時人號極地探險隊，登上了亞得里安·傑拉許擔任船長的比利時人號。1898年，由於遭遇極地浮冰，探險隊被困在别林斯高晋海接近一年。此次遭遇使得比利時人號探險隊在非自願的情況下，成爲了世界上首支在極地海域度過完整冬季的探險隊，但這次壯舉被船員們形容為「一段瘋狂、絕望、饥饿以及壞血病缠身的時光」。阿蒙森在受困期間一直保持理性，将發生的一切详细记录下来，并且利用所學過的技術，特別是在急救、服裝和飲食等方面的經驗幫助船隊生存。
比利時人號的探險經歷被視作南極探險的英雄時代的起點，并且擁有了來自英國、瑞典、德國和法國的衆多追隨者。然而在1899年，阿蒙森回到挪威之後，卻將他的目光投向了北方。他此時已有自信率领一支極地探險隊，并計劃沿著當時尚無人涉足的西北水道，經過迷宮一般的加拿大北端群島，從大西洋前往太平洋。取得船長資格之後，阿蒙森購買了一隻小型单桅纵帆船用於北極之旅，並命名她爲耶恩號。他獲得了來自瑞典和挪威國王奧斯卡二世以及弗里喬夫·南森的支持，讓他有足夠的資金在1903年6月帶領6名船員啓程。此次探險一直持續到1906年，並大獲成功，正式征服了在數百年間擊敗了無數水手的西北水道。阿蒙森也在34歲時以第一批極地探險家的身分成爲了國家英雄。
1906年11月，美國人罗伯特·皮里剛剛結束一場並不成功的北極探險，並宣稱最新的最北到達點是北緯87度6分（不過此項記錄被后世的歷史學家們質疑），返程后的皮里立刻開始為新的探險募集資金。1907年7月，和阿蒙森在比利時人號同船的水手弗雷德里克·庫克博士，以捕猎为名向北航行，卻被傳聞是一次北極探索航程。一個月後，欧内斯特·沙克尔顿率領的尼姆羅德考察隊啓程前往南極洲，而罗伯特·斯科特此時也在為探險做準備。阿蒙森不想將征服南極第一人的榮譽拱手讓給英國人，於是公開表明希望帶領探險隊前往南極洲——儘管他更想要達成的成就是征服北極點。

## 准备工作

### 南森和“前进号”

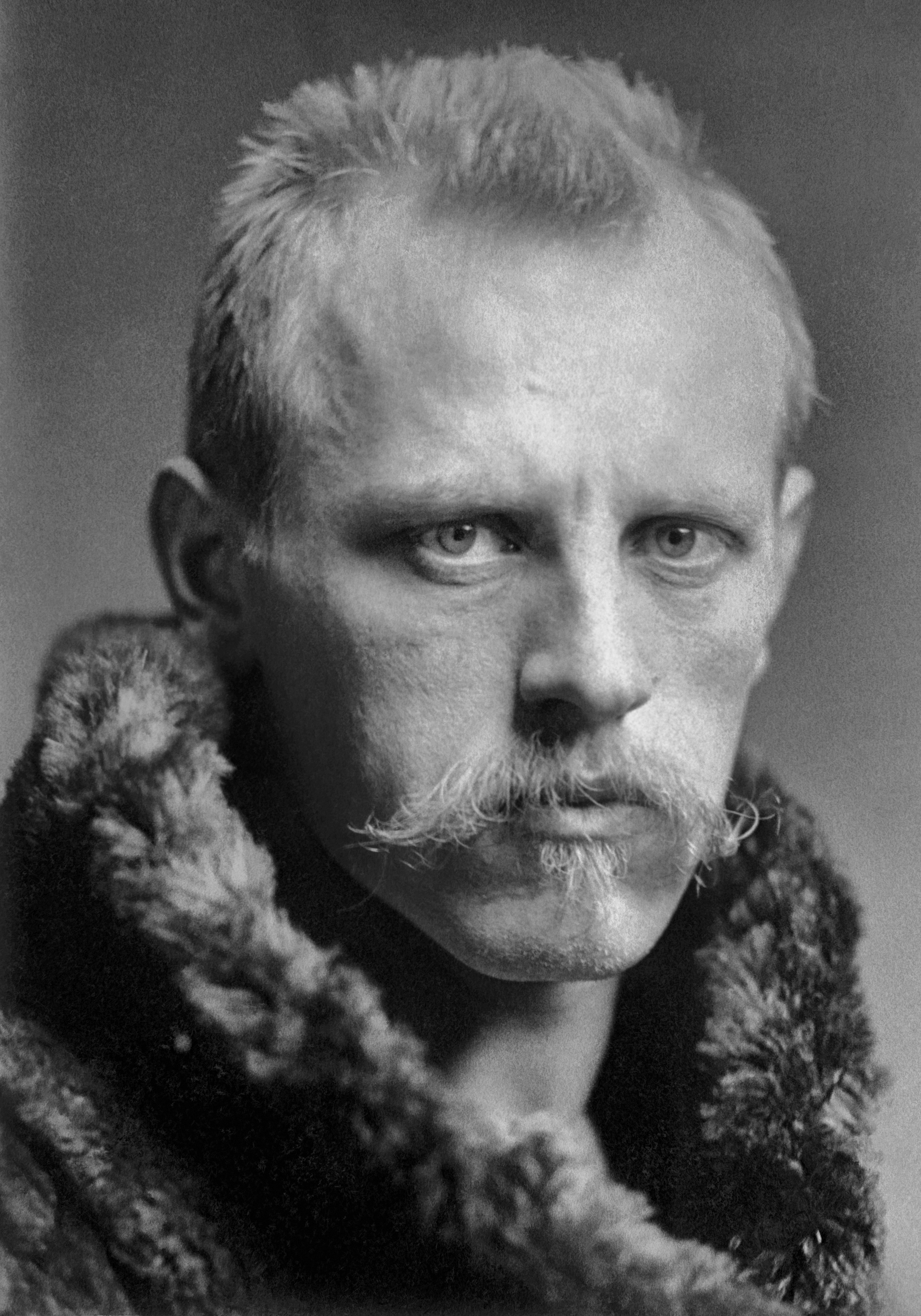
弗里乔夫·南森，他於1893年-1896年的北冰洋漂流啟發了阿蒙森

1893年，南森駕駛前进号沿著北西伯利亚海岸線駛入北冰洋冰層區，希望在順著海冰向格陵蘭島漂流的過程中可以經過北極點。然而最終，漂流路線並沒有接近北極點，之後南森和西奥马尔·约翰逊還嘗試徒步走近北極點，但也同樣以失败告终。不過南森的這個策略成為了阿蒙森北極探險計畫的基礎。阿蒙森認為如果他從白令海峡進入北冰洋，出發點就可以比南森的更加偏東，他的船就能漂流到更北的地方并驶经北極點。
阿蒙森咨詢了南森的意見，南森坚信前進號是唯一適合擔此重任的船隻。前進號是在1891年-1893年間，由挪威首屈一指的船舶設計師兼造船工程師科林·亞契設計并建造的。設計嚴格遵照南森所要求的規格，將其打造成為可以長時間暴露在北冰洋極端天氣條件下的船隻。前進號最顯著的特徵是她圓形的船體，南森称其「就算陷入浮冰之中也可以像鰻魚一樣溜出來」。為了進一步加固船身，南森還採用了當時硬度最高的南美洲綠心木覆蓋了船體，并将整艘船从头到尾用橫樑和支柱加固。前進號寬36英尺（11），長128英尺（39），显得又矮又宽。虽然這個外形有助於船体在冰層區域活動，但是也降低了在開闊海面航行時的性能，导致行船緩慢，並且很容易出現讓搭乘者感到不適的旋轉。不過，對外觀、速度和舒適度的追求都排在為船員們提供一個安全和溫暖的避難所之後，畢竟探險可能會持續數年之久。
南森的北極漂流之旅让前進號在北冰洋的海冰里浸泡了3年，但這卻沒有給她帶來任何明顯損坏。返程之後經過整修，前進號在挪威探險家奧托·斯維德魯普手下服役了4年，期間他们探索了100,000平方英里（260,000平方）加拿大北部無人居住的群島，並且繪製了海圖。在1902年斯維德魯普的探索結束之後，前進號便停靠在克里斯蒂安尼亞（現：奥斯陆）。儘管前進號按理说屬於國家財產，但是南森默認擁有這隻船的優先使用權。在1896年南森結束北極之旅後，他曾希望搭乘前進號探索南極，但在1907年他对此已不如原先那般热情高涨。1907年9月，南森把阿蒙森叫去家中，并交接了前进号的使用权。

### 筹备工作
阿蒙森在1908年挪威地理學會召開的一個會議上公布了他的計劃。他計劃駕駛前進號繞合恩角進入太平洋，在三藩市進行補給之後繼續向北航行，穿過白令海峽進入巴罗角。從這裡開始，船將直接駛入海冰當中，自此漂流4至5年。阿蒙森认为科學探索將和地理探索同等重要，希望路途中的連續觀測可以解釋許多尚未解決的問題。這個計劃獲得了熱烈的支持，他隔天便收到來自挪威國王哈康七世一笔20,000挪威克朗的公开资助。1909年2月6日，挪威議會通過了一項75,000挪威克朗的撥款，用於整修前進號。探險相關的募款和商務方面的管理都交於阿蒙森的哥哥萊昂處理，好讓他可以專心於計劃探險的實際組織方面。
1909年3月，沙克爾頓宣告在返程前最遠到達了南纬88°23'（距離南極點180千米）。阿蒙森不吝對沙克爾頓的這一成就給出最高讚譽，並稱沙克爾頓在南極的貢獻「與南森在北極的成就相媲美」。不過，他也意識到，在南極「尚殘存一個小小的角落」等待着人們的探索。為了攻克這個「小小的角落」，英國探險家罗伯特·斯科特立刻決定，要率領一支探險隊（後來的新地探險活動）前往南極，將這份榮光獻給大英帝國。

### 人員

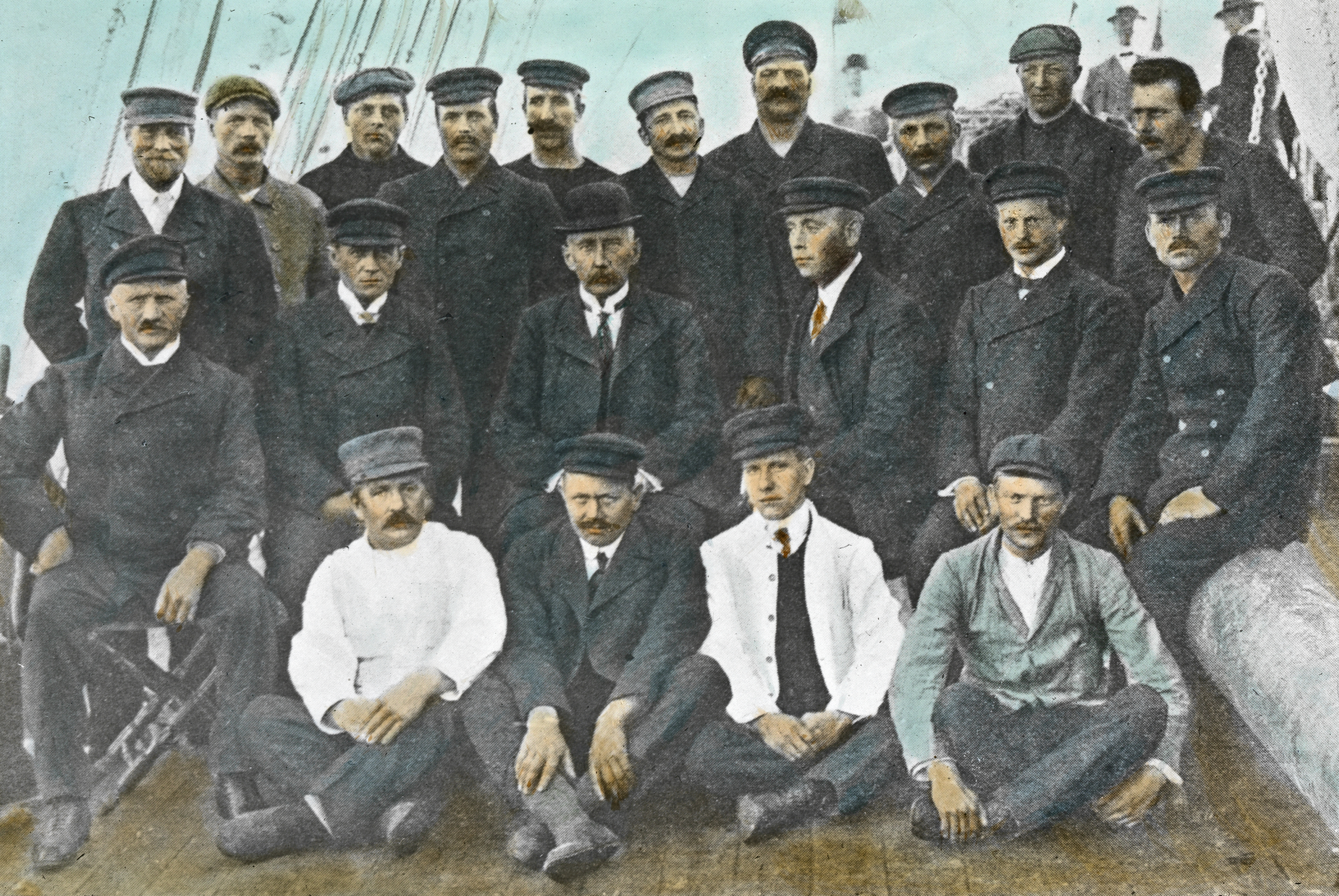
前进号全员合照，摄于1912年3月荷巴特。阿蒙森是中间排从左数第三个。

阿蒙森挑中了3位海軍上尉作為此次远征的船副：索尔瓦德·尼尔森擔任領航員，同時也是此次行動的副隊長；以及亞爾馬·弗雷德里克·耶爾森和克里斯蒂安·普雷斯特魯德。探險隊的醫生由耶爾森擔任，不过他沒有任何醫學背景，只是在出發前參加了外科和牙科的“速成課程”。在普雷斯特魯德的推薦之下（“他干任何事情上手都很快”），海軍炮手奧斯卡·威斯汀也被錄用。雖然他之前幾乎沒有與雪橇犬接觸的經驗，但在阿蒙森的記錄裏，威斯汀研究出了“他獨有的方式”與雪橇犬相處，而且成爲了助益良多的業餘獸醫。
隊員中最早定下来的人选是奧拉夫·比阿蘭德，他是一位熟練的木工和製造滑雪板的工匠，同時也是滑雪冠軍。比阿蘭德來自挪威泰勒马克郡的莫戈達爾，那里曾誕生过衆多出色的滑雪選手，也是近代滑雪技術先鋒桑德爾·諾海姆的故鄉。阿蒙森继承了南森的觀點，認爲滑雪板和雪橇犬的組合是目前在極地中最有效率的交通方式，并且決定招募熟練的雪橇犬车駕駛員赫爾默·漢森。汉森在耶恩號的旅程中贡献良多，也決定再次同阿蒙森一起探險。訓犬專家斯韋勒·哈塞爾參與过斯維德魯普1898年-1902年的前進號探險，他的計劃加盟探险队，但只打算和阿蒙森走到三藩市爲止。木匠建造了一种易拆装的房屋，可用作探险队的大本营，能拆卸并搭载在前进号上。斯图贝鲁德希望加入探险队中，阿蒙森同意了。考慮到經驗老道的厨師的重要性，阿蒙森聘請了阿道夫·林德斯托姆擔任厨師一職，他也參與过斯維德魯普的探险，還在耶恩號上做過厨師。
阿蒙森從之前在比利時人號和耶恩號上的經驗學習到，在長途旅程中，穩定而可信賴的同伴關係是最爲重要的，有了這些身經百戰的夥伴，他覺得他已經擁有了這次探險最重要的部分。招募一直持續到1909年，前進號隊伍最終壮大到了19人。成員中只有西奧馬爾·約翰逊一人不是阿蒙森敲定的——南森要求將他加入隊伍，因爲他之前和南森一起進行了探險，可返程后却無法安於平穩的生活。儘管南森和其他友人都想要幫助他，但他還是陷入了酗酒和欠債的惡性循環。南森想要給自己曾經的戰友最後一次機會，來證明他依然是一位有能力的探險家。阿蒙森無法拒絕這個請求，他雖然有些猶豫，但最終還是接纳了約翰逊。隊伍中共有2名外國人：一位俄羅斯的年輕海洋學學生亞歷山大·庫欽，他是挪威海洋學先驅比约恩·赫兰德-汉森的學生；以及一位瑞典工程師克努特·桑德貝科（Knut Sundbeck）。

### 计划变更
1909年9月，報紙報道说美國探險家庫克和皮里都到達了北極點（庫克於1908年9月，皮里於1年後）。在被要求對這一成就做出評價時，阿蒙森並未對兩者中任何一方給出一面倒的讚譽，而是推測道「可能還有其它工作等待人們完成」。與此同時，阿蒙森迅速觉察，他本人的遠征計劃正面臨着嚴峻挑戰。在北極點被人捷足先登之後，他的遠征將難以持續維持公眾注意力和資金來源——「如果要挽救這次遠征的話，只能去挑戰最後的處女地——南極」。由此，阿蒙森決定把目光轉向南方；至於北極的漂流，則可以再「等上一兩年」，留在征服南極之後去做。
阿蒙森並未公佈計劃的變更。斯科特的傳記作者大衛·克瑞恩指出，阿蒙森所募集的政府和私人資助都指定作北極科考用途；轉變路綫這一巨大變動未必會得到贊助者的理解和支持。更重要的是，南森或許會因爲這一轉變而收回前進號的使用權，議會也可能擔心這會危害到斯科特的計劃而惹惱英國，從而中止此次探險。
阿蒙森只向哥哥萊昂以及這次遠征的副隊長内爾森透露了他的計劃。这个秘密计划还让阿蒙森屡次陷入尴尬的境地：斯科特向他贈送了一些測量儀器，用來對比他們倆分別探索地球兩個極地的考察結果；當斯科特在挪威測試机动雪橇時，他向阿蒙森家裏打了電話，想和他討論合作的事項，而阿蒙森沒接他的電話。
根據已經秘密轉變了的探險計劃，前進號需要在1910年8月離開挪威，並航行到唯一一個停靠點馬德拉，從這裏開始船隻將直接駛向南極洲罗斯海，向著鲸湾前進。鯨灣位於船隻所能到達的羅斯海的最南端，是罗斯冰障的一個凹進部分。阿蒙森計劃在這裏搭建大本營，這將會比斯科特所計劃的大本營位置（麦克默多湾）更接近南極點60海里（110）。在沙克爾頓所領導的1907年-1909年南極探險中，他認爲鯨灣的冰層並不穩定，不過阿蒙森研究了沙克爾頓的考察數據，認爲冰障應該是坐落在沙洲或者礁石之上，足夠承擔起一個安全和可靠的基地。隊員們登陸之後，前進號將在大西洋進行一些海洋學的勘測，再在下一年初前來接載隊員。

### 交通、装备和补给

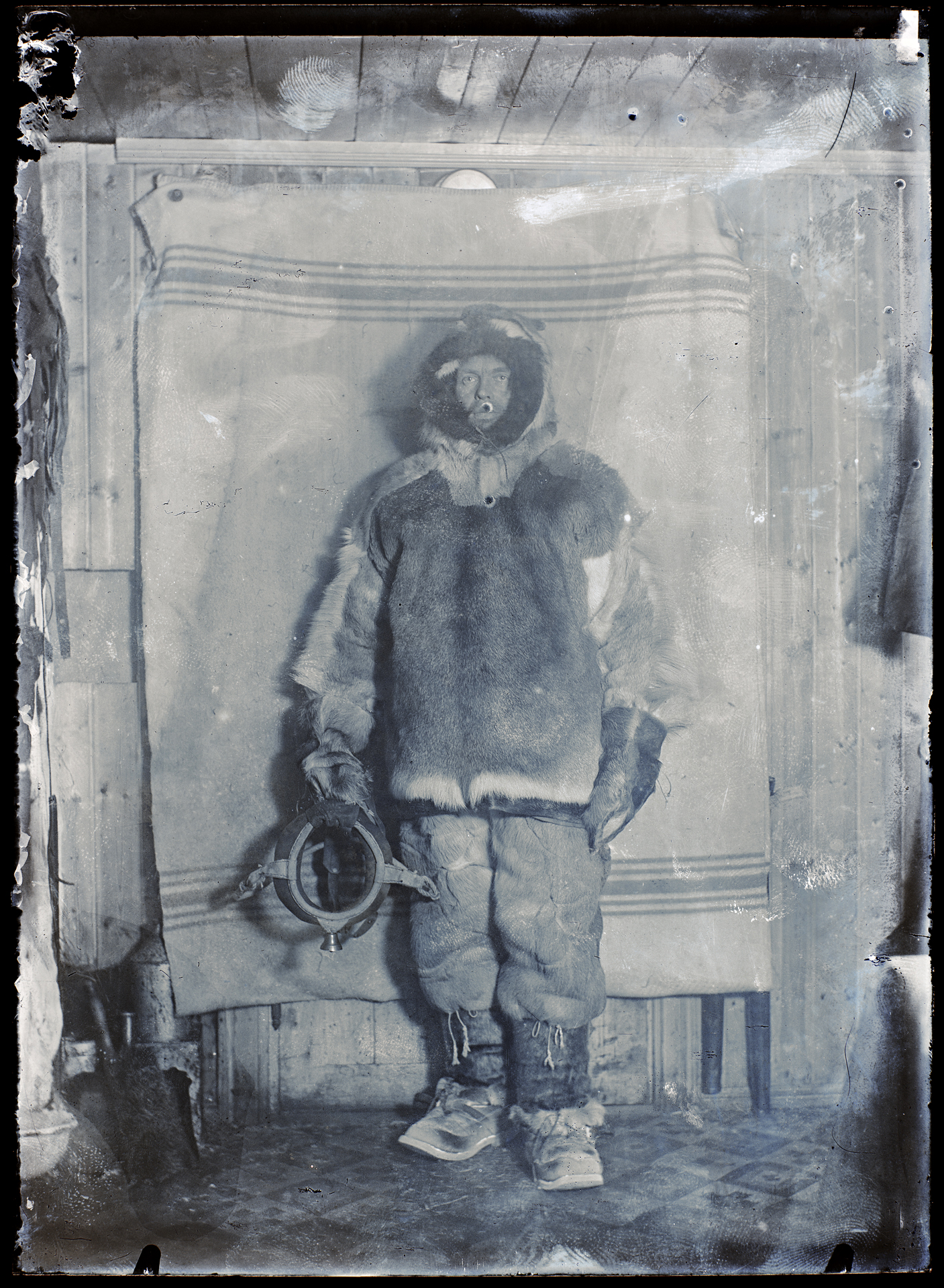
奧拉夫·比阿兰德穿上过冬装备：“虽说不是什么时尚的打扮，但这套衣服又结实又暖和。”

阿蒙森不理解為什麼英國人在探險時不喜歡利用犬只，他日後寫道「是因爲擔心狗不能理解主人的意圖嗎？還是擔心主人不理解狗呢？」。在決定前往南極之後，他訂購了一百隻格陵蘭雪橇犬——這是當時可以找到的最強壯也最優越的品種。
探險隊的雪靴是阿蒙森特地設計的，爲了追求完美效果还經過了兩年的測試和優化。探險隊在極地的衣物有北格陵蘭海豹皮製成的外衣，以及耐特斯里克·因紐特式的衣物（由馴鹿皮、狼皮、巴寶莉布和華達呢製成）。雪橇由挪威梣木製成，其滑行板由美國核桃木製成並用鋼打底。滑雪板（同樣由核桃木製成）被额外加长，以防止掉入冰隙中。探險隊的帳篷是「史上最堅固實用的」，擁有內置的地板，而且只需一根帳杆支撐。阿蒙森選擇了瑞典的普賴默斯爐作為遠征時的餐具，而不是南森特别設計的餐具，因爲阿蒙森認為後者太過占用空間。
阿蒙森在比利時人號上的經歷讓他不敢小覷壞血病的危險。儘管壞血病的真正病因（维生素C缺乏症）在當時還並未被發現，但是通過食用鮮肉治療壞血病的方法卻已經廣為人知。為了防治壞血病，他計劃向飲食配給中加入海豹肉。他也訂購了一種特殊的、含有燕麥片和蔬菜的乾肉餅——「不可能找到比這更有營養、更好吃的食物」。這次探險的酒類供應十分充足，以作醫療、節慶和社交用途。阿蒙森仍然對比利時人號上低落的士氣記憶猶新，所以他不忘帶上約三千本書，一部留声机，大量的唱片和各种樂器，以供娛樂。

### 出发

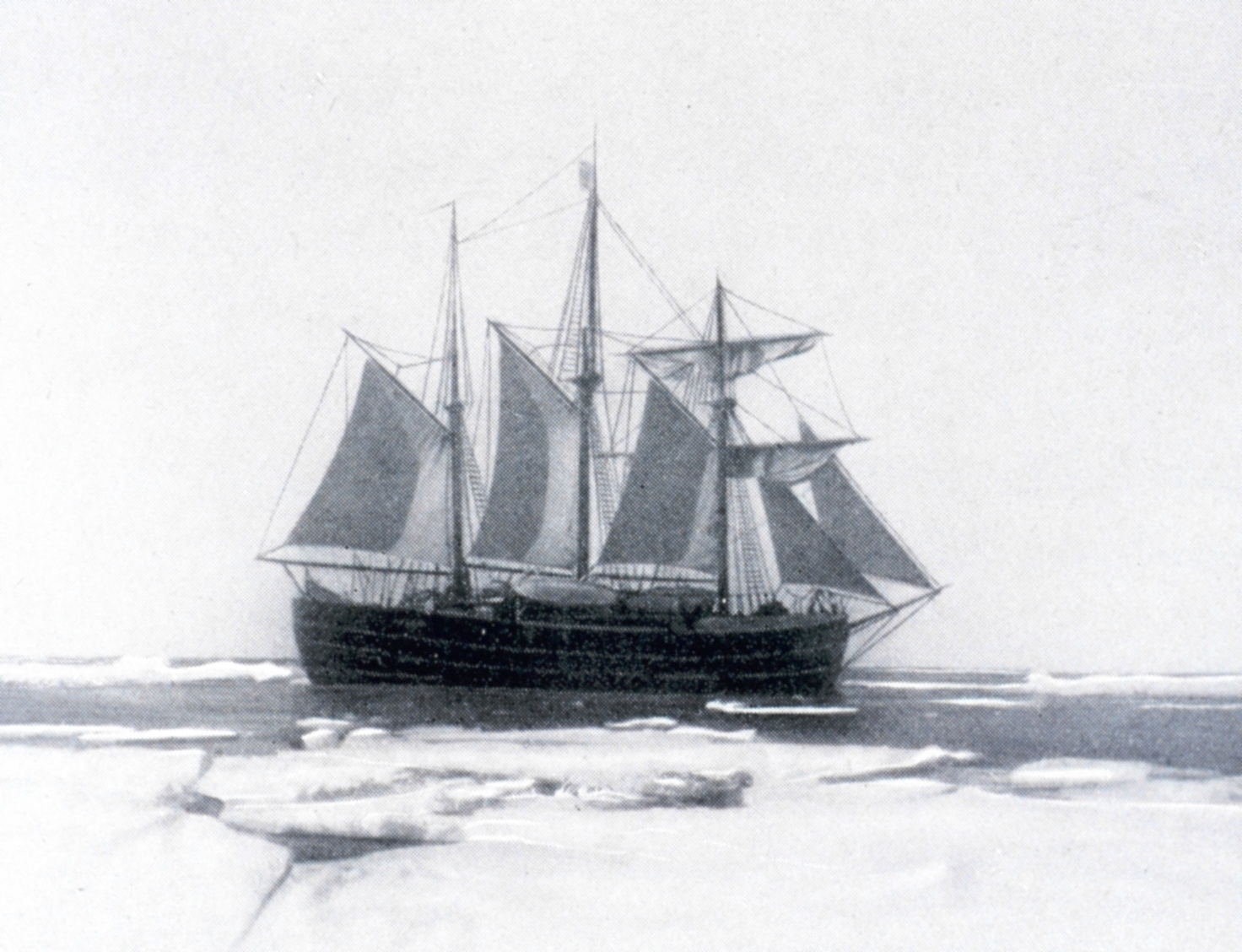
前进号在南冰洋航行

在探险队出发前的几个月，筹集远征所需的资金变得越来越难。由于公众对此兴趣有限，报纸对此次探险活动不再报道，阿蒙森申请的一笔2.5万克朗的额外拨款也被议会回绝了，他只好抵押掉自己的房产以继续探险事业。债务缠身的他唯有希望探险队远征成功，以此挽回个人经济损失。
1910年7月下旬，在北大西洋进行了1个月的试航后，前進號驶向克里斯蒂安桑，將订购的犬只接上了船，並为启程做最后的准备。在克里斯蒂安桑，阿蒙森联系上了挪威侨民彼得·克里斯多福森，后者的弟弟是驻扎在布宜諾斯艾利斯的挪威外交官。克里斯多福森愿意在蒙得维的亚或布宜諾斯艾利斯为前进号提供燃料等物资，阿蒙森对此十分感激地接受了。在8月9日前進號启航之前，他向两名资浅船副，普雷斯特鲁德和杰尔森，透露了此行的真正目的地。在前往马德拉丰沙尔为期四周的航程中，船员们开始感到有些不安。他们不理解某些准备工作的意义在哪，船副面对质询也只是含糊其辞。阿蒙森的传记作者罗兰·亨特福德表示，这“足以引发怀疑和低落情绪”。
前進號于9月6日抵达丰沙尔。3天后，阿蒙森将改进后的远航计划告知全体船员，称他打算先“绕道”去南极，然后再前往最终目的地北极，只是北极之行可能得缓缓了。随后，他询问船员是否愿意跟他走下去，大家一致同意继续此次远航。阿蒙森给南森写了一封长信，强调说库克和皮里对北极的征服给他最初的计划造成了“致命的打击”。他解释道，自己是迫不得已才这样做的，请求南森原谅自己，并希望自己的成就最终能弥补之前所犯任何过错。
在9月9日离开丰沙尔之前，阿蒙森给斯科特发了一封电报，通知他计划的改变。同年6月15日，斯科特的“特拉诺瓦号”就已经大张旗鼓地离岸加的夫，预计10月初抵达澳大利亚。斯科特都到墨尔本了，才收到阿蒙森的电报，电报中也只是提了提阿蒙森正在南行。斯科特写信给英国皇家地理学会秘书约翰·斯科特·凯尔迪，信中说“我想我们会在适当的时候知道的。”10月初，阿蒙森的新远征计划传到挪威，引起了大家的强烈反对。尽管南森给予他的祝福和赞同，但阿蒙森的行动受到媒体和公众几乎一致的谴责，后续资金几乎没有任何着落。凯尔迪起初表示不相信，但很快就转成了轻蔑和愤慨。颇具影响力的皇家地理学会前會長克莱门茨·马卡姆写道，“我已经把阿蒙森行动的全部细节寄给了斯科特……如果我是斯科特，我绝不让他们上岸。”前進號对外界的反应毫不知情，继续向南航行了4个月。他們在1911年元旦见到了此行第一座冰山；罗斯冰障于1月11日出现在他们的视野里。1月14日，前进号抵達鲸湾。

## 第一年，1910–11年

### 前进号之家

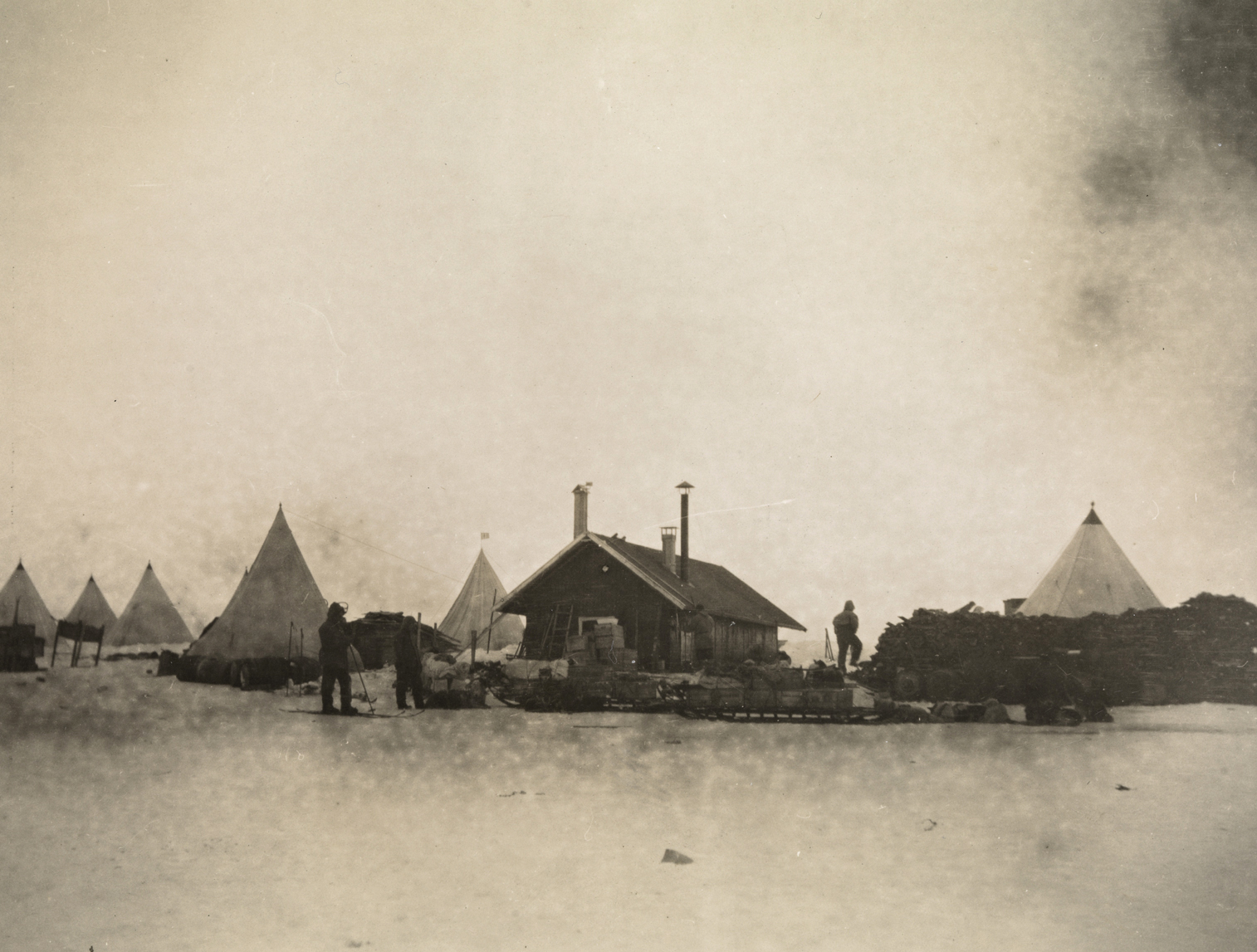
前进号之家，除了中央的主屋之外周围还搭了14顶帐篷。

阿蒙森在鲸湾东南角的一个水湾下锚，在距离前进号2.2海里（4.1）的地方选了块地方搭建大本营主屋。施工时，探险队派了6组雪橇犬运送建材。比阿兰德和斯塔伯鲁德将地基深埋在冰里，并把倾斜的地面推平。由于该处盛行东风，屋子被建成东西朝向，门朝西，这样风只会打在较矮的东墙上。屋顶在1月21日盖好了，6天后小屋顺利完工。竣工时，探险队已经在大本营的仓库里囤了大量的肉类（当中有200头海豹），供应给海岸组的探险队员。大本营被命名为“前進號之家”。
2月3日清晨，特拉诺瓦号意外驶入鲸湾。特拉诺瓦号在1910年11月29日从新西兰出发，于次年1月初抵达麦克默多湾。靠岸后，斯科特带领数名主力探险队员登陆，剩下的六人在维克多·坎贝尔的率领下继续驾驶特拉诺瓦号东行至愛德華七世地。他们一开始打算探索这片处女地，然而却被海冰阻挡无法靠岸，于是沿着冰障向西航行，寻找上岸地点，结果却遇到了前进号。斯科特先前曾推测，阿蒙森可能会把自己的基地设在南极洲另一侧的威德尔海域，如此一来他的营地到南极点的距离会比英国的营地近60海里（110），这不由得让斯科特一方忧心忡忡。相遇后，这两队人马相处融洽，彬彬有礼。坎贝尔和他的船副哈里·佩内尔和乔治·默里·莱维克在前进号上用了早餐，并将对方邀到自己的特拉诺瓦号上用午餐。阿蒙森了解到特拉诺瓦号上没有无线电后松了一口气，因为这可能会阻碍他第一个到达极点。然而，坎贝尔的一席话中暗指了斯科特的机动雪橇运转良好，这让他不由得又担心起来。尽管如此，他还是为英国一方提供了一个位于前進號之家旁边的场地，作为愛德華七世地的勘探基地。坎贝尔拒绝了，随后启航前往麦克默多湾，將阿蒙森的去向告知斯科特。

### 设立补给点

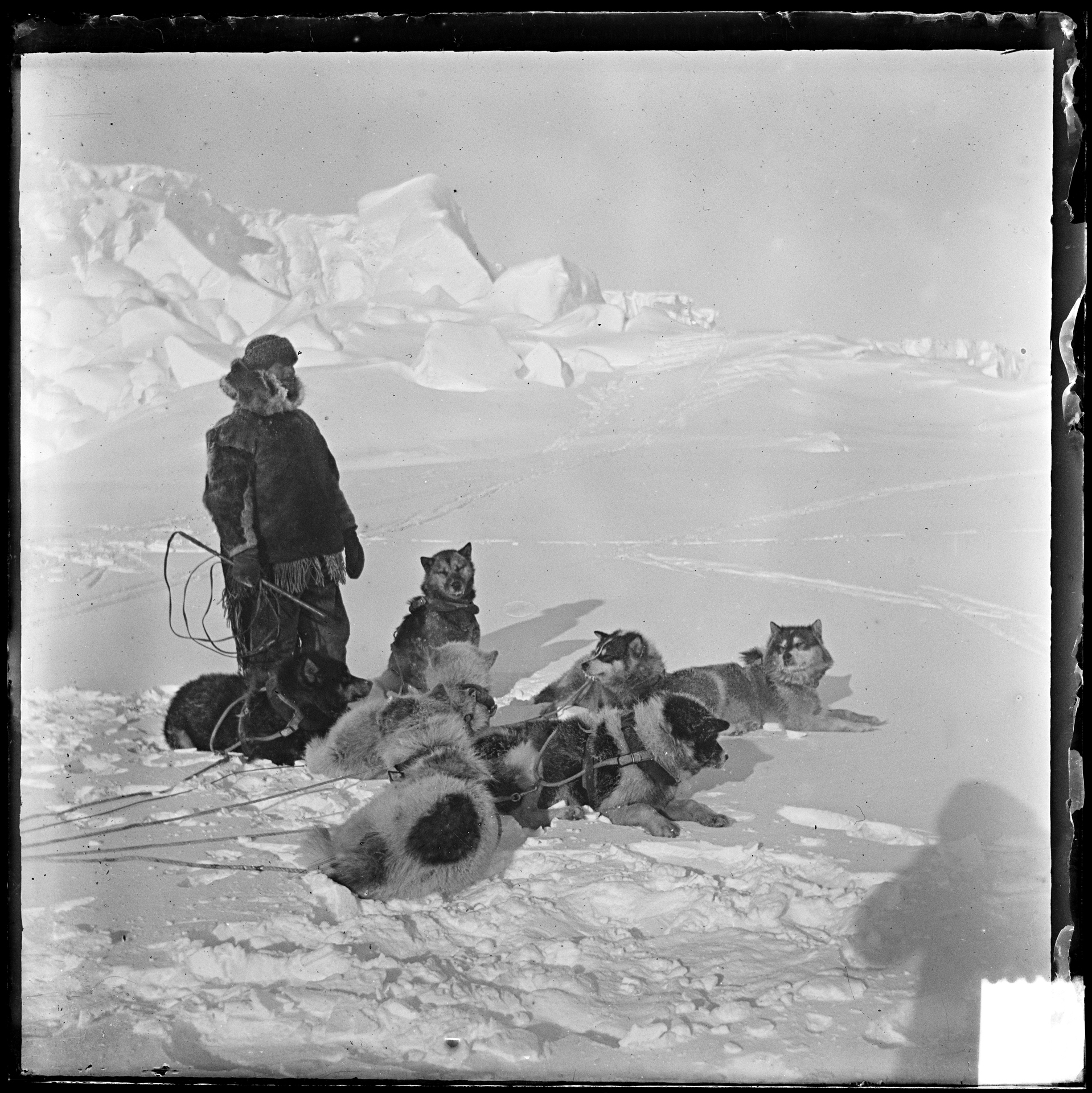
正在驾着雪橇捕猎海豹的赫爾默·漢森

2月初，阿蒙森开始着手在冰障各处设立补给点，为来年夏季向南极点的进发做准备。这些预定路线上的补给点之间有固定的间距，提前设立好的话，南极探险队就不必一次性携带大量的粮食和燃料了。不过，这项活动困难重重，对设备、雪橇犬、队员的要求极高。2月10日，阿蒙森带上普雷斯特鲁德、赫尔默·汉森和西奥马尔·约翰逊出发了，他们配备有18隻雪橇犬和3架雪橇，进行首轮补给点架设工作。启程之前，他向尼尔森传达了给前进号的指示——在对南冰洋进行考察之前，前进号前往布宜诺斯艾利斯寻求补给，并在1912年尽早赶回冰障这里。
出发时，阿蒙森四人对冰障的认知全部来自于其他探险家出版的书籍。他们本以为此行将会困难重重，结果却惊讶地发现冰障的表面和传统的冰川表面相差无几；他们第一天就行进了15海里（28）。阿蒙森记录下了雪橇犬在冰面上的优秀表现，不明白英国人为什么不愿在冰障上使用雪橇犬。2月14日，他们抵达南纬80°，并在放置好物资后于2月16日返回基地“前進號之家”。
第二支补给队于22日出发，共有10名队员、7架雪橇和42只雪橇犬。但冰障的行进条件急剧恶化，平均气温下降了9°C，气温有时低至零下40摄氏度，粗糙的雪面取代了原本光滑的冰面。3月3日，队员们抵达了南纬81°，并设立了第二个补给点。随后，阿蒙森、汉森、普雷斯特鲁德、约翰逊和威斯汀带着队中最强壮的雪橇犬继续南行，希望可以突破南纬83°。但由于环境恶劣，他们行进到南纬82°就停下了。阿蒙森注意到雪橇犬已经全部精疲力尽。这支队伍迅速掉头回基地，卸货后的雪橇变得十分轻便，他们于3月22日便抵达了前进号之家。即将降临的极夜会使得探险队无法继续南下，阿蒙森希望在此之前能在捎去更多补给。于是3月31日，一行七人在约翰逊的带领下前往南纬80°，带着他们的物资——6头海豹共2,400磅（1,100）的肉。队员们在4月11日返回营地——他们在冰隙地带中迷路了，比预期迟了3天。
探险队此程总共设立了3个补给点，物资共计7,500磅（3,400）重，其中包含3,000磅（1,400）海豹肉和40英制加侖（180公升）石蜡油。阿蒙森从中学到了很多。他尤其注意到第二次旅程中，雪橇犬拖行沉重的物资时十分费力。他决定增加参与极地之行的雪橇犬数目，必要的話还可以减少随行人员数量。约翰逊和阿蒙森的矛盾在行程中显露出来，在补给点的第二轮架设中，约翰逊公开抱怨设施不够完备，被阿蒙森认为是在挑战自己的权威。

### 冬季

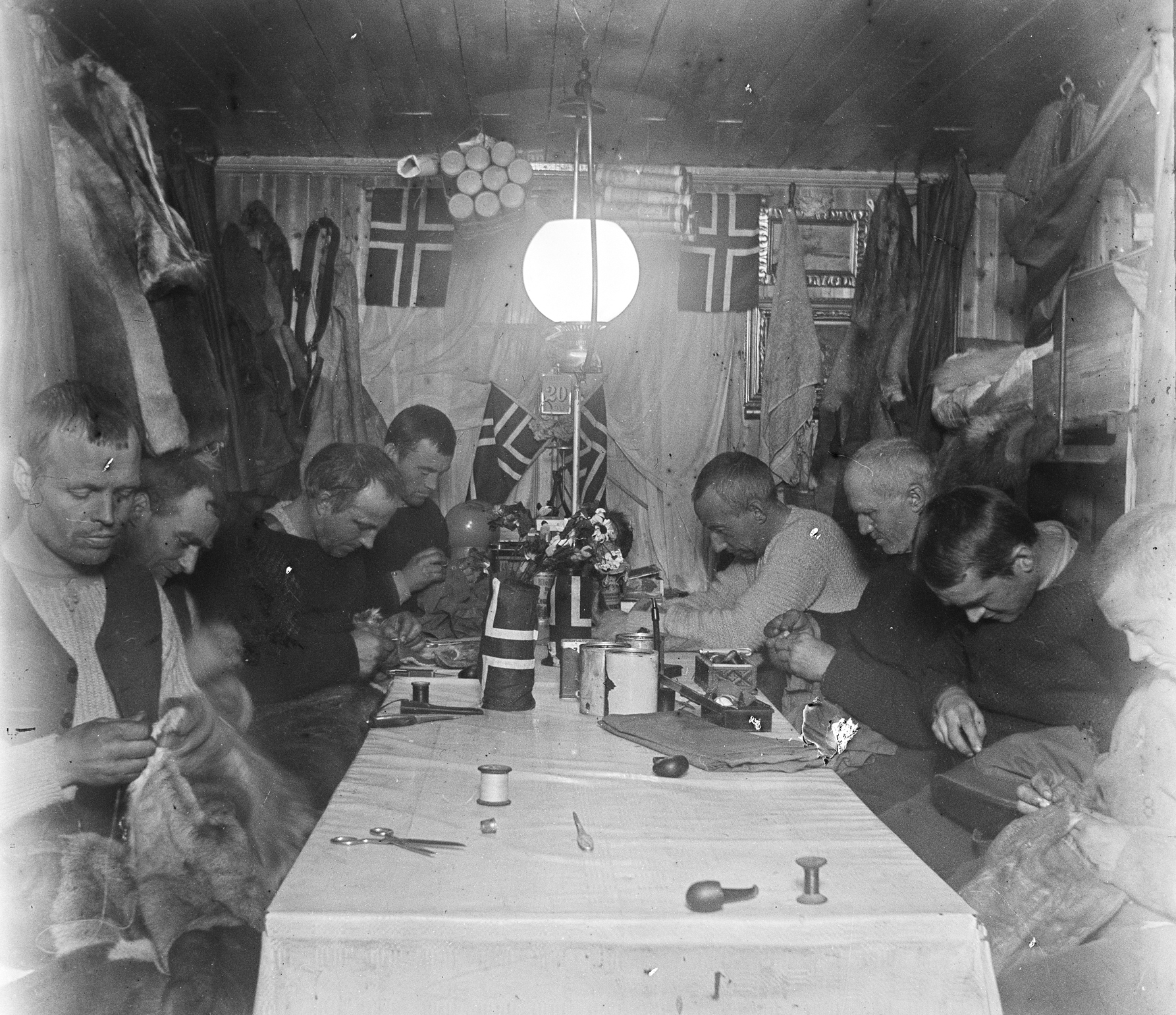
趁着冬季无法外出探索的时间，探险队在前进号之家改良自己的装备。

4月21日，前进号之家迎来了日落，以及随后长达4个月的漫长极夜。在比利时人号上探险时阿蒙森曾留意到，船员们在冬季时感到十分乏味，士气锐减。虽然海岸组的队员们没法再驾驶雪橇了，但他还是尽力让队员们有事情可做。其中一大当务之急就是改进他们在设立补给点时使用的笨重的雪橇。除了那些专门为探险准备的雪橇之外，阿蒙森还弄到了一些斯維德魯普在前进号北極遠征（1898年-1902年）中用过的雪橇，他认为这批更能胜任远征南极的任务。比阿兰德通过刨木头将雪橇的重量减轻了将近三分之一，他还用剩余的山核桃木多做了3架雪橇。改良的雪橇将用来穿越冰障，而比阿兰德新做的那批则用于探险的最后阶段——穿越南極高原。约翰逊为极地之行备好了口粮（4.2万块饼干、1320罐干肉饼和约220磅（100）的巧克力），而其他人忙于改良靴子、烹饪设备、护目镜、滑雪板和帐篷。为了抵御坏血病的威胁，探险队每天吃两次海豹肉，这些海豹肉是在冬天来临之前囤积并冷冻起来的。厨师林德斯托姆准备了成罐的云莓和蓝莓，这些食物中富含维生素C。他还用富含維生素B的新鲜酵母做了些全麦面包。
据哈塞尔回忆，虽然阿蒙森对他的队员和设备信心满满，但一想到斯科特的机动雪橇他就寝食难安，害怕这些英国人会因此捷足先登。这促使他计划当8月末太阳一升起，就开始向极点进发。约翰逊警告他那时南极刚过完冬，冰障上会无比寒冷，但阿蒙森忽略了他。8月24日，太阳升起之时，7架雪橇已经蓄势待发。约翰逊对恶劣条件的担忧合情合理，因为在接下来的两个星期里气温低至−58 °C（−72 °F），探险队无法启程。1911年9月8日，气温回升到−27 °C（−17 °F），阿蒙森不愿再继续等待，他下令林德斯托姆独自留守在前進號之家，其余8人出发前往极点。

## 第二年，1911–12年

### 不成功的开始
一行人取得了良好的初步进展，每天能推进约15海里（28）。雪橇被狗拉的飞快，快到队中几只最强壮的狗必须要被换下来，并固定在雪橇上作为压舱物。队员们穿着狼皮和鹿皮制成的衣物，行进时还能保持体温，但一停下来就变冷了，晚上冻得还无法入眠。狗的脚掌上也生出了冻疮。9月12日当天，气温降到了−56 °C（−69 °F），一行人在严寒下仅仅行进4海里（7.4）后就不得不中止当天的行程，原地搭建了冰屋。阿蒙森意识到了探险队过早地开始了行动征程，考虑到队员和狗的生命安全，他决定返回前进号之家。约翰逊在日记中写道，对于这样一次充满历史意义的长征却如此草草开局，仅仅是为了击败英国人而将自己置身于危险之中，探险队这种做法十分愚蠢。
9月14日，在回前進號之家的路上，为了减轻雪橇的负重，他们在南纬80°的补给点卸下了大部分装备。第二天，许多狗因为迎面吹来的凛冽強風冻死了，剩下还活着的狗也过于虚弱，无法继续前行，于是它们被安置到了雪橇上。在9月16日，距离前進號之家40海里（74）时，阿蒙森命令他的手下全速赶回基地。由于自己没有雪橇，他搭乘了威斯汀的雪橇，两人和汉森一起跑在了探险队前头，把其他人远远甩到了后面。这三个人在9个小时后赶回前進號之家，2小时候后斯图贝鲁德和比阿兰德也回来了，哈塞尔亦紧随其后。此时，约翰逊和普雷斯特鲁德仍然在路上，缺少食物和燃料。普雷斯特鲁德的狗已经不行了，他的脚跟也生满了冻疮。他们直到午夜后才回到营地，这时距离他们决定掉头撤退已经过了17個小时了。
第二天，阿蒙森质问约翰逊为什么回来的这么晚，约翰逊生气地说他感觉自己和普雷斯特鲁德被抛弃了，痛骂队长把队友抛到了后面。阿蒙森在之后告知南森，约翰逊表現出了“強烈的不服从態度”，因此他被排除在最后的五人极点远征队之外。约翰逊被安排到了普雷斯特鲁德的手下，后者在探险领域的经验不如约翰逊那般丰富，他们和被说服的斯图贝鲁德组队，一道考察愛德華七世地。现在，参与远征南极点行动的人员一共有五人：阿蒙森、汉森、比阿兰德、哈塞尔、威斯汀。

### 南极之旅

#### 冰障和山脉

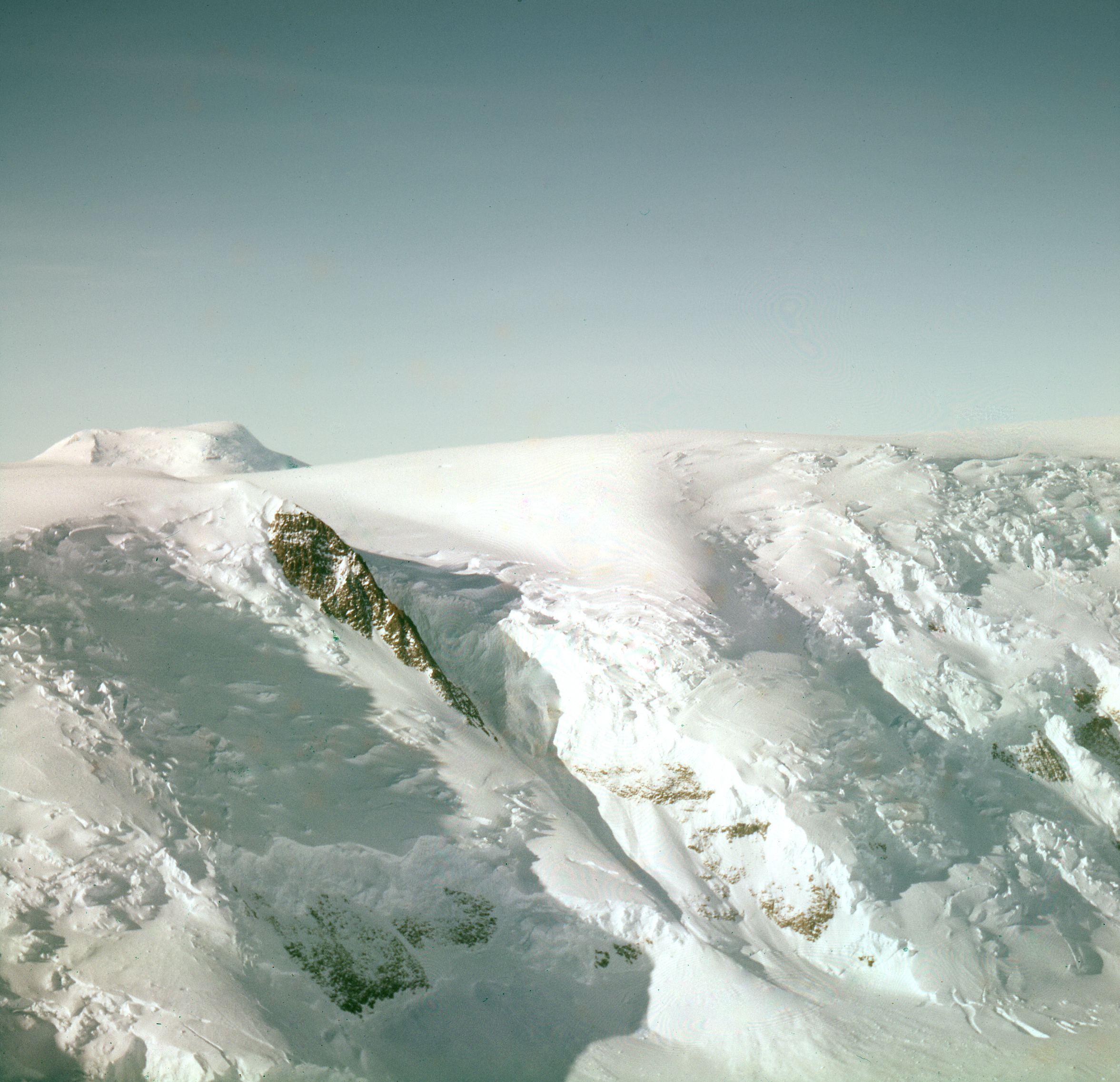
阿蒙森前往南极高原（又称极地高原）的路上遇到的阿塞尔海伯格冰川。

即使阿蒙森迫切想要再次启程，但他依然等到了10月中旬春季伊始之时。他原定在10月15日离开，但是由于天气原因又缓了几日。1911年10月19日，5个人带着4架雪橇和52只狗开始了他们的旅程。不料天气很快就恶化了，在迷雾中他们誤入了约翰逊在去年秋天设立补给点时發現的冰隙地帶。威斯汀之后回忆，当時他的雪橇底下的雪桥崩塌，雪橇上頭的阿蒙森差一點就連人帶橇消失在冰隙之中了。
阿蒙森他们尽管差点覆灭，但依然坚持每天至少前进15海里（28），并且最终在11月5日到达了他们在南纬82°的补给点。他们每隔三英里就会堆放一些雪块用来标记路线。11月17日，他們抵達了冰障的盡頭，擋在他們面前的是横贯南极山脉。不像沿着沙克尔顿比爾德摩爾冰川路线行进的斯科特，阿蒙森不得不亲自寻找绕过山脉的方法。在山麓徘徊多日並爬了大约1,500英尺（460）后，他们发现了一条非常清晰的路线，可以沿着一座30海里（56）长的陡峭冰川一直爬升到南極高原。阿蒙森以他的一个大金主的姓氏命名这座冰川为阿塞爾海伯格冰川。上坡路比团队预期攀登的难度要困难很多，因為需要绕道很远，路上积雪又厚又软。历时3天的奋力攀登后，一行人终于到达了冰川的顶峰。阿蒙森对他的雪橇犬赞赏有加，對有人認為狗不可能在这种情况下工作的想法表示不屑。11月21日，他们一行人走过了17英里并攀爬了5,000英尺（1,500）。

#### 迈向极点

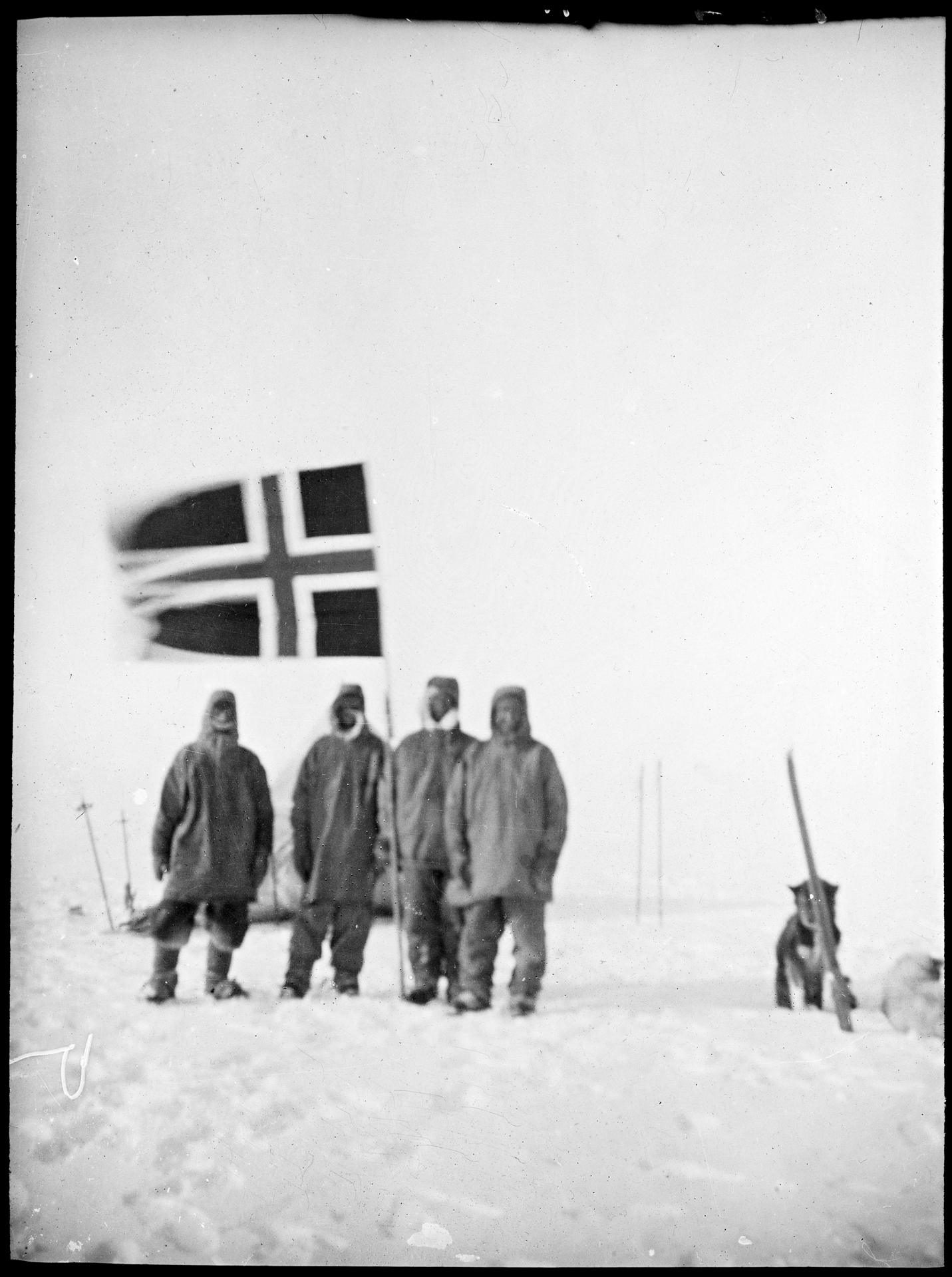
威斯汀、比阿兰德、哈塞尔、阿蒙森抵达南极点。（汉森摄）

在抵达冰川的最高点10,600英尺（3,200），即南纬85°36′后，阿蒙森开始准备最后一段征程。45只雪橇犬中（其中7只在穿越冰障途中死去），仅剩18只可以继续行进，剩下20只则被杀掉充饥。每位雪橇驾驶者都得从自己的雪橇队选出狗来杀掉、剥皮，将肉分给同伴和剩余的雪橇犬。“我们管这片地方叫‘肉铺’（Butcher's Shop）”，阿蒙森回忆道，“空气中弥漫着沉重和伤感，誰叫我们早已深深喜歡上這些狗兒。”惋惜归惋惜，这并没有妨碍队员们享用丰盛的食物，威斯汀烹饪、摆盘技巧亦十分纯熟。
队员们准备了60天的补给，载满了整整三架雪橇，他们用其余的物资和食物设立了一个新补给点。因天气恶劣，直到11月25日，他们才小心翼翼地在浓雾中向未知的冰域前进。这里遍布冰隙，能见度低，他们只有在冰面上缓慢行进。阿蒙森将这片区域称为“魔鬼冰川（Devil's Glacier）”。12月4日，他们来到“魔鬼的舞池（Devil's Ballroom，阿蒙森命名）”，此地积雪和冰层下暗藏着危险的冰隙，雪橇经过上面时会发出“不愉快的空心声”。当日晚些时候，他们踏上了坚实的冰面——南纬87°。
12月8日，这只挪威探险队打破了英国探险家沙克尔顿创下的向南极探险的最远记录——南纬88°23′。他们一边接近极点，一边极目远眺，找寻着任何可能表明另一支队伍已经捷足先登的迹象。12月12日，他们在支帐篷时注意到地平线上若隐若现的一些黑色的东西，便立刻警觉起来，但那只是探险队自己的雪橇犬在远处留下的粪便，被海市蜃楼現象放大了而已。第二天，他们在距离极点15海里（28）的南纬89°45′扎营。翌日，1911年12月14日，在探险队其他队员的同意下，阿蒙森走在雪橇的最前面，在下午3点抵达了南极点附近。他们插上国旗，并将极地高原命名为“哈康七世高原”。阿蒙森后来回忆起这段时光时觉得很讽刺：“没有哪个人最终实现的目标同他的初衷如此背道而驰。北极——在魔鬼的驱使下——我从童年起为之心驰神往，而今，我站在南极点上。还有什么能比这更疯狂的吗？”
接下来的三天里，队员们忙于确定极点的精确位置。阿蒙森知道库克和皮里就谁先征服北极点的问题发生过争议，便想给对手斯科特留下明显的标记来宣告自己的成功。在一天内反复验证六分仪的数据后，阿蒙森让比阿兰德、威斯汀和哈塞尔从不同方向滑雪“冲袭”极点，如此他们的滑行范围一定包括了极点。最终，他们在通过观测和估算后尽可能接近极点的地方搭建了一个帐篷，并称之为“极点之家”，里面给斯科特留下了设备和仪器，还有一封阿蒙森写给挪威国王哈康的信，请斯科特寄给国王。

#### 回到前进号之家
12月18日，队员们启程返回“前進號之家”。阿蒙森决心赶在斯科特前返回文明世界，成为见报的第一人。不过，为了保存队员和雪橇犬的体力，他将速度限制在每天15海里（28）。在极昼期间南极24小时都有阳光照射，队员们在理论上的夜间行军，并背向太阳以减小患雪盲症的可能性。在他们用作路标的雪块的指引下，一行人在1912年1月4日到达“肉铺”，随后沿着下坡路向冰障滑行。他们乘着滑雪板“呼啸而过”，但对于雪橇驾驶者汉森和威斯汀来说，这段下坡危机四伏：不但雪橇难以控制，而且他们要在遇到冰隙时迅速减速制动。
1912年1月7日，队员抵达了他们设在冰障上的第一个补给点。阿蒙森认为是时候加速了，他们规定每行驶15海里（28）休息6小时，然后继续前进。照这个速度，队伍每天可以行进30海里（56）。在1月25日凌晨4点，他们回到了前进号之家，出发时的52隻雪橇犬仅剩11隻顽强地拖着两架雪橇。这次极点之旅共计行进约1,860海里（3,440），历时99天，比预期短了10天。

#### 昭告世界
回到前進號之家之后，探险队飞快地收拾好了东西准备返航。在大本营举办送别宴之后，队员们带着幸存的狗和有价值的设备登上前进号，于1912年1月30日从鲸湾启程。这次航行目的地是澳大利亚塔斯馬尼亞州的荷巴特。在五个星期的航行中，阿蒙森起草了一封电报，打算将此行告知新闻界。3月7日，“前进号”到达荷巴特，他很快了解到至今还没有斯科特的消息传出。他立即给他的哥哥莱昂、南森和国王哈康发了电报，简短告知他探险的成功的消息。第二天，他拍了一封电报，将整个探险的来龙去脉完整地交代给伦敦《每日纪事报》，该报曾买下此事的独家报道权。前进号在荷巴特停泊了两个星期，在此期间遇到了道格拉斯·莫森的极光号，后者当时正在澳大拉西亚南极探险队的麾下服役。阿蒙森将幸存的11隻雪橇犬作为礼物赠送给了他们。

### 其他探险成就

#### 东侧的行动
1911年11月8日，普雷斯特鲁德、斯图贝鲁德和约翰逊动身前往爱德华七世地。要找到冰障由坚冰变为冰雪覆盖的陆地的确切位置是很难的。12月1日，干燥无雪的陆地终于出现在他们的视野里，三人来到了斯科特的“发现号”探险队在1902年发现的一个冰原岛峰。他们在这里采集了地质、苔藓样本，并在12月16日的返程前简略考察了周边的情况。他们成为第一批踏足爱德华七世地的人。

#### 开南丸号
1911年2月15日，在离开鲸湾之后，前进号驶向布宜诺斯艾利斯，并于4月17日抵达。至此，尼尔森发觉他们的经费已经耗尽了，一笔据说是为这艘船的需要而预留的款项并没有兑现，不过好在阿蒙森在布宜诺斯艾利斯的朋友克里斯多福森提供了此前承诺的补给和燃料。6月，前进号开始了在南美洲和非洲为期3个月的海洋考察，在9月回到布宜诺斯艾利斯，做10月5日南行前最后的改装和再补给。暴风骤雨延误了航行，但前进号还是在1912年1月9日抵达鲸湾。1月17日，在前進號之家的探险队惊讶地看见另外一艘船现身，后来了解到那是开南丸号，上面载着由白瀨矗率领的日本南極遠征隊。尽管两支队伍的沟通受到了语言的限制，挪威人还是推测出日本人正向爱德华七世地进发。“开南丸号”在第二天早上出发，他们于1月26日登陆爱德华七世地，成為从海上成功登陆該地的首例，先前的发现号（1902年）、猎人号（1908年）和特拉诺瓦号（1911年）都以失敗告終。

## 后续

### 各界反响

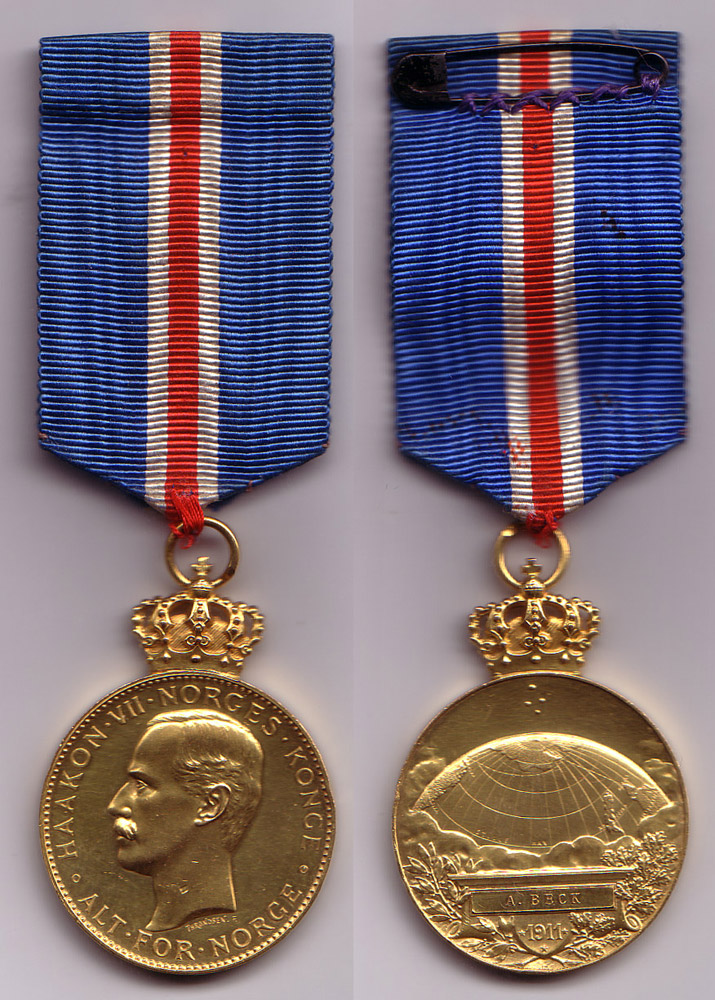
挪威南极勋章

在荷巴特，阿蒙森收到了来自前美国总统西奥多·罗斯福和英国国王乔治五世等人的贺电。令国王十分高兴的是，阿蒙森返回后的第一个停靠港是在大英帝国的土地上。在挪威，这个被丹麦和瑞典交替霸权统治500年后恢复主权仅6年的国家，消息迅速出现在各大报纸的通栏标题，国旗飘扬在家家户户的门前。全部探险队成员被授予了国王哈康为纪念这次探险设立的挪威南极勋章（挪威语：Sydpolsmedaljen）。然而，阿蒙森的传记作者罗兰·亨特福德指出“欢呼下暗涌着寒意”，阿蒙森征服南极点的计划中，仍然有些地方令人想起来就会觉得后怕。一家挪威报纸报道称，阿蒙森还好开辟了一条新的行进路线，而没有沿着斯科特的路线从麦克默多湾破冰南行。
在英国，除了因曾投资阿蒙森的远征事业而给予大幅报道的《每日记事报》和《伦敦新闻画报》外，新闻界对阿蒙森的成功的反应都较为收斂，但总体而言仍是以讚美聲居多——《曼彻斯特卫报》评论，挪威人的勇气和决心消除了一切可以指责他们的理由。《新一代英格兰》劝告读者不要对这些“勇敢的诺斯人”赢得的荣誉抱有恶意。《男孩自己的报纸》提出所有的英国男孩都应该读读阿蒙森的探险经历。《泰晤士报》记者对於阿蒙森过迟將自己成功的消息告知斯科特，以至于后者来不及做出應變這點给予了温和的指责，阿蒙森本不需要这么做，因为没有人比斯科特更愿意在南极探险中和别人一道合作……尽管如此，认识阿蒙森船长的人都不会怀疑他的正直，因此，当他宣告自己抵达南极点时，我们当然会相信他。」
相較之下，英国皇家地理學會的上层人士私底下表現出更強烈的敌对情绪。对他们来说，阿蒙森的功绩靠的是一个“肮脏的把戏”。前会长马卡姆暗示说阿蒙森自称到达南极的说法可能并不属实：“我们必须等到特拉诺瓦号返航回来才能知道真相。”1912年晚些时候，皇家地理学会会长喬治·寇松打趣地将这次成功描述成“为雪橇犬们的欢呼”，對此阿蒙森认为自己受到了輕視。沙克尔顿则无意诋毁阿蒙森的探险，并认为他为“也许是现今最伟大的极地探险家”。斯科特的妻子凯瑟琳在得知丈夫去世的消息前，曾對此评价道“这是一项非常伟大的功绩，尽管使人愤怒，但不得不敬佩。”

### 斯科特的悲剧
阿蒙森离开荷巴特后，开始了从澳大利亚到新西兰的巡回演讲。之后他到布宜诺斯艾利斯完成他南极探险的回忆录，随后回到挪威监督回忆录的出版。在去美国进行一系列巡回演讲前，他又去了趟英国。1913年2月，在美国麦迪逊，阿蒙森得到了关于斯科特的消息：他和四个同伴于1月17日抵达南极点，但在返程途中遇难（3月29日）。斯科特、愛德華·威爾森和亨利·鲍尔斯的遗体在1912年11月被发现，那时南极的冬天已经过去。刚接到消息时，阿蒙森回应道“可怕，太可怕了”。他更为正式的悼词如下：“斯科特船长留下了一个讯息，关于正直，关于真挚，关于勇敢，关于构成一个真正的人的一切。”
亨特福德表示，斯科特的遇难意味着“在斯科特殉道般的献身下，阿蒙森的胜利显得黯然失色”。在英国，斯科特迅速被描绘成一个道德崇高、公平竞争的传奇人物。斯科特被打败的原因在于对手阿蒙森仅仅是个爱慕虚荣的人，他不仅耍了心眼将自己的真实目的秘而不宣，而且他还靠雪橇犬而非人力来拖拉雪橇，这批狗还被屠杀掉作为食物。此外，他被认为是“职业人士”，在当时英国上层的观念里，这使得他的任何成就都黯然无光。斯科特日记的出版和他“给公众的讯息”大大巩固了这一观点。亨特福德指出：斯科特的文学天赋是他的法宝，仿佛他已从葬身的帐篷里伸出手来复仇一样。”即便如此，阿蒙森的名字仍然在探险家们中传颂。在斯科特的同伴艾普斯利·切利-加勒德几年后出版的新地探险回忆录中，他认为阿蒙森成功的主要原因是“他身上的卓越品质”，尤其是他选择开辟新路线、而非沿着已知道路前进的勇气。

### 后史

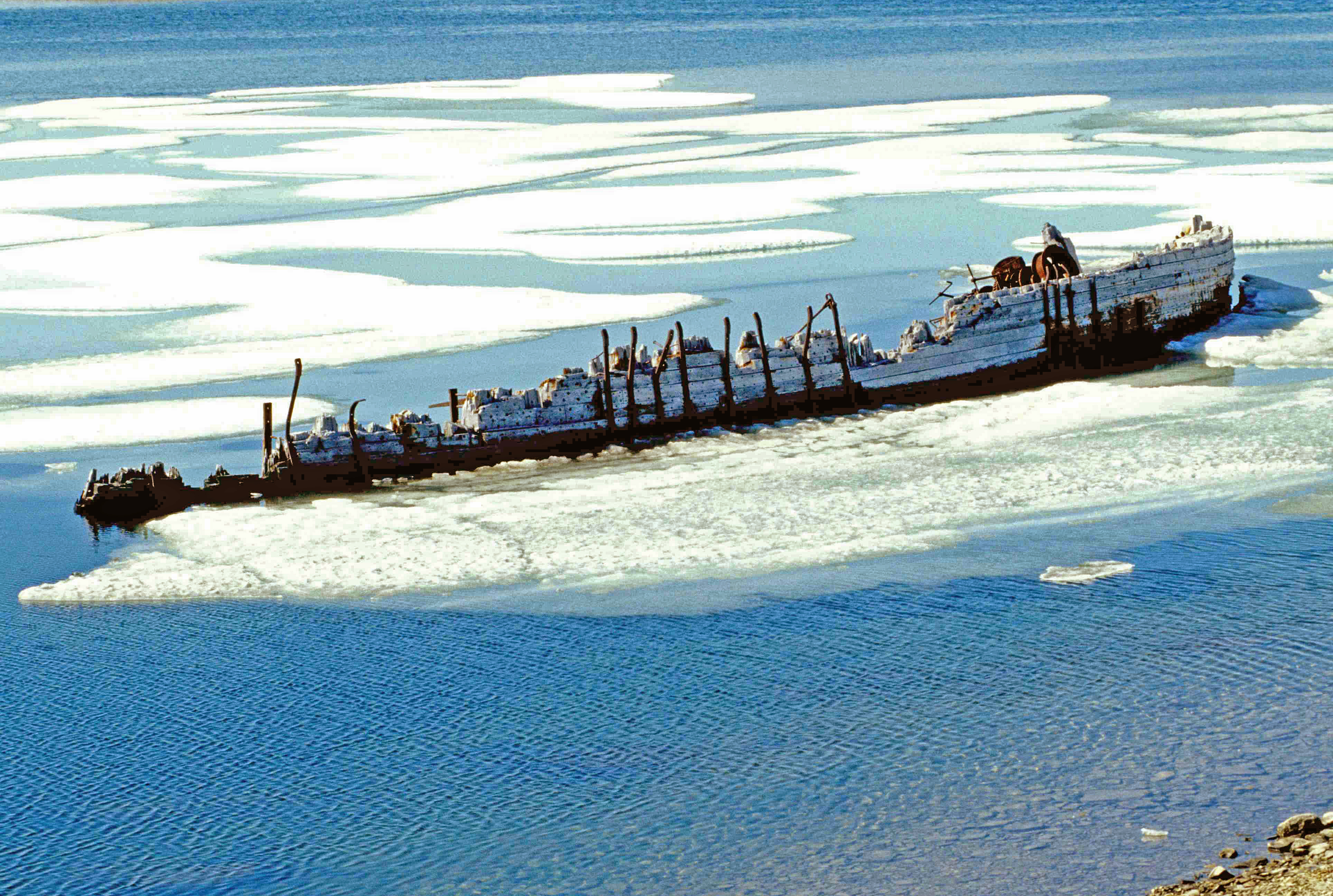
阿蒙森的最後一艘船「莫德號」的殘骸，1930年沉沒於维多利亚岛的剑桥湾。

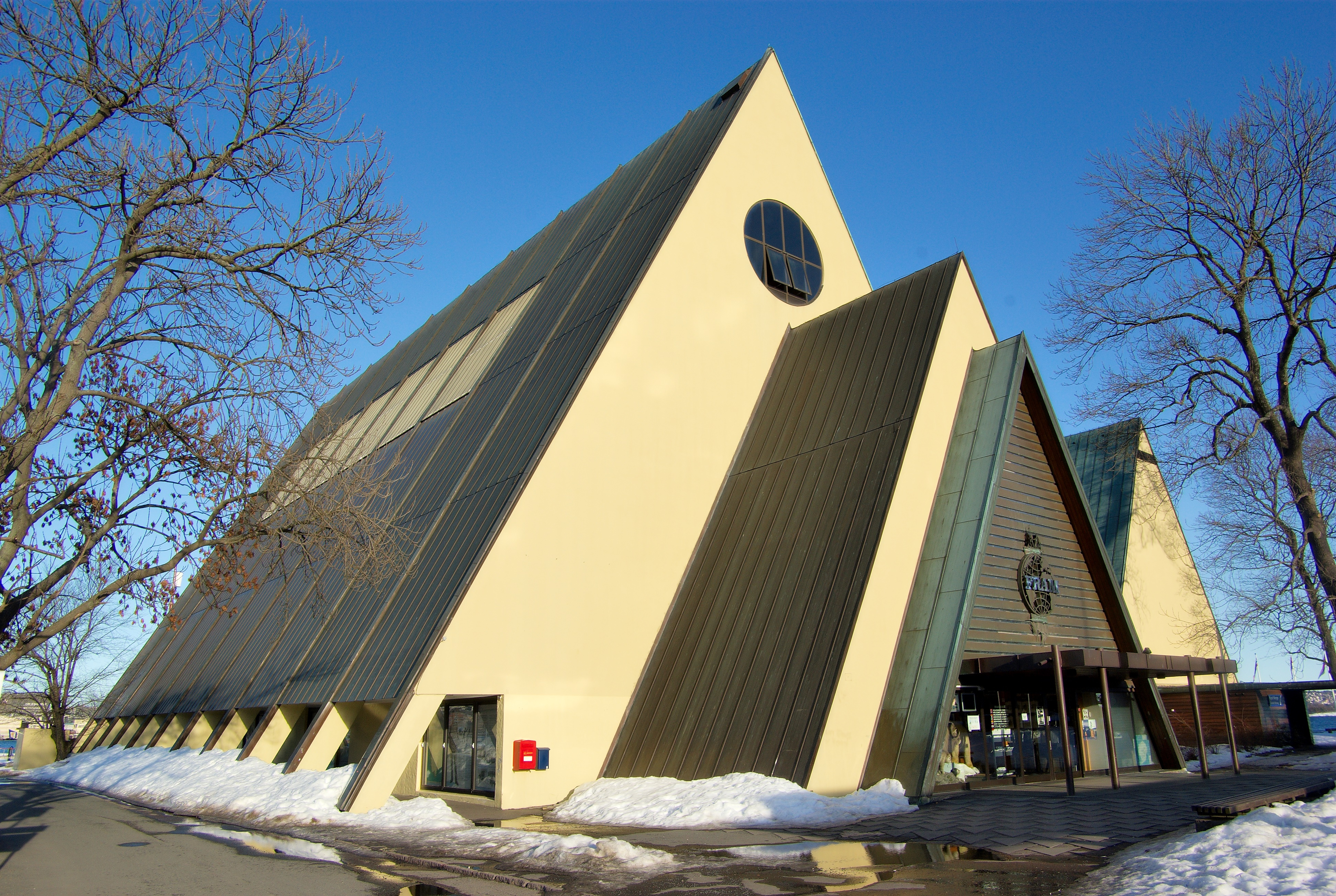
前进号博物馆，位于奥斯陆

第一次世界大战的爆发推迟了阿蒙森的北极之旅（他将南极探险视作北极之旅的一个开端）。1918年7月，阿蒙森乘坐一艘特别改造的船莫德號，这艘船在接下来的七年中都留在了北极水域。尽管这是在探索之路上第二艘穿越北海航道的船只，但它并没有漂流到北极点。阿蒙森于1923年离开了探险队；他生命中剩余的几年主要致力于空中极地探险。1926年5月12日，他与林肯·埃尔斯沃思和翁贝托·诺比尔搭乘飞艇挪威号飞越北极，和同样在飞艇上的威斯汀成为第一批见过地球两极的人。1928年，诺比尔的飛艇意大利号在北极遇难，阿蒙森乘飞机前去营救时在挪威和斯匹次卑尔根岛之间的海域失踪，他的飞机至今下落不明。
阿蒙森曾邀请当时与他一起到达南极点的四个人一起搭莫德號前往北极。比阿蘭德和哈塞爾回绝了这个邀请，两人此后也未参与过其他的极地探险活动。漢森和威斯汀都加入这次旅行，其中威斯汀在阿蒙森离开该次探险后接过了领导权。1936年，威斯汀率领前進号航行前往奥斯陆，随后该船在那里被改造成了一座博物馆。約翰逊从北极回来后无法回归正常生活，他变得消沉、不愿与人交往，拒绝讨论他的经历以及他和阿蒙森之间的不快，最终郁郁寡欢，穷困潦倒。1913年1月4日，他在奥斯陆的一间小屋中举枪自杀。
斯科特的神话一直持续到20世纪过去了大半，那之后他被看作是“英雄式的笨蛋”——他很大程度因自己的错误而失败。文化历史学家斯蒂芬妮·巴尔切夫斯基（Stephanie Barczewski）称，这种看法与早先人们对他一边倒的赞誉一样荒谬。在21世纪初期，一些作者对斯科特失败的原因进行了进一步分析，指出斯科特的失败并非全是因为他的无能，这某种程度上挽回了他的些许声誉。对斯科特的重新关注也凸显了阿蒙森的成就，巴尔切夫斯基写道：“在精密的策划、对雪橇犬的熟悉、对滑雪板的精进以及超常的耐力之下，阿蒙森和他的手下到了南极点。”在黛安娜·普利斯頓对斯科特远征的叙述中，她同样着墨于探讨阿蒙森成功的要因。阿蒙森把重心完全放在自己的唯一目标——到达极点——上，而斯科特则需调和探险与科学知识之间的关系。“作为一位实际且经验丰富的专家，阿蒙森在南极探险中谨慎地应用了他在北极学到的知识，他完全依靠一种行之有效的交通方式（指雪橇犬），利用它们作为食物时不被感情左右。他在安排人员时也做到了高效和理性。”为了纪念这两位极地探索的先驱，美国于1957年建立的南极科考站被命名为阿蒙森-斯科特南极站。

### 现代研究
1956年美国前往南极点建立科考站时，极点之家已经埋藏在冰层之下了。在一份发表于阿蒙森探险队100年后的论文中，研究人员声称，极点之家的帐篷和标志都被埋在南极点以北1分纬度（大约1海里）处17米的冰下。